# Agrias cyaneonigra
Agrias cyaneonigra är en fjärilsart som beskrevs av Le Moult 1925. Agrias cyaneonigra ingår i släktet Agrias och familjen praktfjärilar. Inga underarter finns listade i Catalogue of Life.